# Pristaulacus torridus
Pristaulacus torridus är en stekelart som först beskrevs av Bradley 1908.  Pristaulacus torridus ingår i släktet Pristaulacus och familjen vedlarvsteklar. Inga underarter finns listade i Catalogue of Life.